# François Sauvadet
François Sauvadet (ur. 20 kwietnia 1953 w Dijon) – francuski polityk, parlamentarzysta, przewodniczący parlamentarnej frakcji Nowego Centrum, od 2011 do 2012 minister.

## Życiorys
Posiada wyższe wykształcenie rolnicze. Pracował w prywatnych przedsiębiorstwach. Podjął działalność polityczną, wstępując do centrowej Unii na rzecz Demokracji Francuskiej. W latach 1989–1995 pełnił funkcję radnego Chanceaux, w okresie 1995–2008 był merem miejscowości Vitteaux.
W 1993, 1997 i 2002 z ramienia UDF uzyskiwał mandat posła do Zgromadzenia Narodowego w jednym z okręgów Côte-d’Or. W 1998 został też radnym rady departamentu, w 2008 wybrano go na urząd przewodniczącego rady generalnej Côte-d’Or.
W 2007 brał udział w kampanii prezydenckiej lidera centrystów, François Bayrou. Po pierwszej turze, wbrew przewodniczącemu UDF, który nie poparł żadnego z kandydatów, François Sauvadet publicznie opowiedział się za Nicolasem Sarkozym. Przystąpił następnie do Nowego Centrum, partii skupiającej działaczy UDF, wspierających nowo wybranego prezydenta i koncepcję współpracy z Unią na rzecz Ruchu Ludowego. W wyborach parlamentarnych w tym samym roku kandydował z poparciem UMP. Po uzyskaniu reelekcji został przewodniczącym frakcji Nowego Centrum w Zgromadzeniu Narodowym XIII kadencji. W 2011 wszedł w skład rządu François Fillona jako minister służby cywilnej, funkcję tę pełnił do 2012. W wyborach parlamentarnych w tym samym roku uzyskał ponownie mandat deputowanego.
W 2015 ubiegał się bez powodzenia o prezydenturę regionu Burgundia-Franche-Comté (uzyskał mandat radnego rady regionalnej). W sierpniu 2016 zrezygnował z mandatu poselskiego.